# 蒙古民族民主党
蒙古民族民主党是2005年成立的蒙古国政党。

## 简介
蒙古民族民主党是2005年新成立的政党。起初名为“民族新党”。前总理门德赛汗·恩赫赛汗担任该党主席。2011年，该党更名为“蒙古民族民主党”。2012年6月，以门德赛汗·恩赫赛汗为党主席的该党与以那木巴尔·恩赫巴亚尔为党主席的蒙古人民革命党已组成“正义联盟”，准备参加2012年6月底举行的2012年国家大呼拉尔选举。“正义联盟”的目标是成为除蒙古人民党和民主党以外的蒙古第三大政治势力。
在2012年6月28日举行的国家大呼拉尔选举中，执政的蒙古人民党仅获76个议席中的27个议席，失去议会第一大党的地位。民主党则获得31席，民主党决定与由蒙古人民革命党和蒙古民族民主党组成的“正义联盟”及公民意志绿党联合组阁，形成阿勒坦呼亚格内阁。